# Mutemath (album)
Pour le groupe, voir Mutemath.
Albums de Mutemath
Reset EP
(2004) Live at the El Rey
(2006)
Singles
1. Typical
Sortie : 10 avril 2007
2. Control
Sortie : 15 janvier 2008

Mutemath est le premier album complet de Mutemath, sorti le 19 janvier 2006. Il est publié une première fois par le label indépendant Teleprompt, puis réédité par Warner Records en 2006 avec des morceux supplémentaires. Il atteint la 17e place du Top Heatseekers de Billboard.

## Historique
Publié sous le label indépendant Teleprompt , l'album est initialement vendu exclusivement lors des concerts de leur tournée 2006 sous forme de CD. La date de sortie est le 19 janvier, première date de la tournée. Au début du mois de février 2006, l'album est ajouté à la boutique en ligne de Teleprompt Records, et est désormais vendu sous forme de digipack, à la fois en ligne et lors des concerts. Selon les responsables de Mutemath, l'album s'est vendu à près de 10 000 exemplaires au cours du premier mois de sa sortie, avec une vente de près de 100 exemplaires par jour via leur site Web. L'album est également sorti sous forme de disque vinyle à deux disques en mai 2006.
Le 26 septembre 2006, l'album est réédité sur le label Warner Records, avec des morceaux supplémentaires de Reset EP. Un EP live en édition limitée est inclus dans les 25 000 premiers exemplaires. L'album débute au Top Heatseekers de Billboard à la 17e place. Il réapparait dans le même classement presque un an plus tard, à la 28e place, le 4 août 2007. Le premier single radio Typical, sorti le 10 avril 2007, entre à la 39e place du classement Billboard US Modern Rock la même semaine. L'album s'est vendu à plus de 100 000 exemplaires depuis sa sortie originale. 
Le deuxième single de Mutemath, Control, sort en radio le 15 janvier 2008.

## Liste des titres

### édition Teleprompt
| No  | Titre                        | Auteur                  | Durée |
| --- | ---------------------------- | ----------------------- | ----- |
| 1.  | Collapse                     | Paul Meany              | 1:12  |
| 2.  | Typical                      | Paul Meany              | 4:12  |
| 3.  | After We Have Left Our Homes | Paul Meany              | 1:14  |
| 4.  | Chaos                        | Mute Math, Adam LaClave | 4:54  |
| 5.  | Noticed                      | Paul Meany              | 4:25  |
| 6.  | Without It                   | Mute Math, Adam LaClave | 4:57  |
| 7.  | Polite                       | Paul Meany              | 1:22  |
| 8.  | Stare at the Sun             | Paul Meany              | 4:33  |
| 9.  | Obsolete                     | Paul Meany              | 4:32  |
| 10. | Break the Same               | Paul Meany              | 7:22  |
| 11. | You Are Mine                 | Mute Math, Dave Rumsey  | 6:08  |
| 12. | Picture                      | Paul Meany              | 5:21  |
| 13. | Stall Out                    | Paul Meany              | 7:05  |

### édition Warner Records
| No  | Titre                        | Auteur                  | Durée |
| --- | ---------------------------- | ----------------------- | ----- |
| 1.  | Collapse                     | Paul Meany              | 1:13  |
| 2.  | Typical                      | Paul Meany              | 4:12  |
| 3.  | After We Have Left Our Homes | Paul Meany              | 1:14  |
| 4.  | Chaos                        | Mute Math, Adam LaClave | 4:54  |
| 5.  | Noticed                      | Paul Meany              | 4:29  |
| 6.  | Plan B                       | Paul Meany              | 4:46  |
| 7.  | Stare at the Sun             | Paul Meany              | 4:33  |
| 8.  | Obsolete                     | Paul Meany              | 4:30  |
| 9.  | Break the Same               | Paul Meany              | 6:00  |
| 10. | You Are Mine                 | Mute Math, Dave Rumsey  | 4:43  |
| 11. | Control                      | Meany, King, LaClave    | 4:39  |
| 12. | Picture                      | Paul Meany              | 5:26  |
| 13. | Stall Out                    | Paul Meany              | 7:10  |
| 14. | Reset                        | Paul Meany              | 5:25  |

## Personnel
- Darren King – batterie et samples
- Greg Hill – guitare
- Paul Meany – voix, claviers
- Roy Mitchell-Cárdenas – guitare basse, contrebasse

## Historique des sorties
| Région      | Date                              |
| ----------- | --------------------------------- |
| États-Unis  | 19 janvier 2006                   |
| États-Unis  | 26 september 2006 (sortie Warner) |
| Canada      | 6 novembre 2006                   |
| Royaume-Uni | 27 août 2007                      |
| Allemagne   | 16 juillet 2007                   |
| Japon       | 16 janvier 2008                   |